# Grad (Dötlingen)
Grad (auch Geveshauser Grad) ist ein Ortsteil der Gemeinde Dötlingen im niedersächsischen Landkreis Oldenburg im Naturpark Wildeshauser Geest.
Der knapp sechs Kilometer nordnordwestlich vom Ortskern Dötlingens gelegene Ortsteil hat 39 Einwohner (Stand: 1. August 2022) und gehört zur Bauerschaft Geveshausen.